# 汉娜·米尔斯
汉娜·米尔斯（英語：Hannah Mills，1988年2月29日—），英国女子帆船运动员。她曾代表英国参加2012年、2016年和2020年夏季奥林匹克运动会帆船比赛，获得二枚金牌和一枚银牌。